# Guillaume Coustou, o Jovem

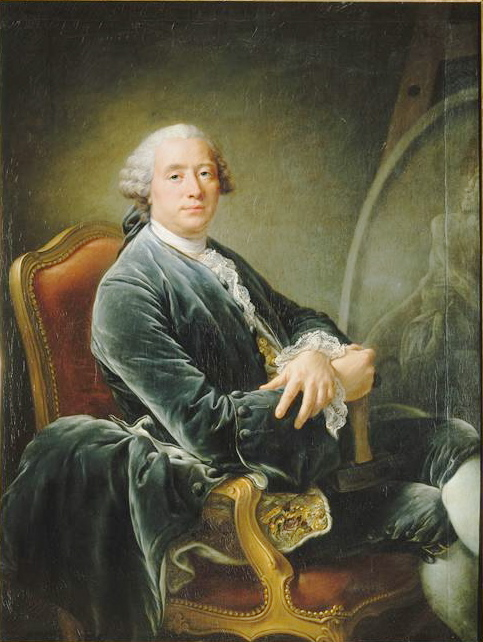
Guillaume Coustou, o Jovem

Guillaume Coustou, o Jovem (Paris, 19 de março, 1716 - Paris, 13 julho de 1777) foi um escultor francês.
Era filho de Guillaume Coustou, o Velho e sobrinho de Nicolas Coustou. Treinou no ateliê da família e estudou na Academia da França em Roma, entre 1736 e 1739, como vencedor do Prêmio de Roma de 1735. Voltando a Paris, completou os famosos Cavalos de Marly encomendados a seu pai em 1739 para o Castelo de Marly, que ele não pudera finalizar. Foi aceito na  Academia Real de Pintura e Escultura em 1742 e seguiu uma carreira oficial bem sucedida, trabalhando fluentemente em estilos que variam do barroco tardio de sua peça de amissão Vulcano sentado para o Rococó sentimental de Ganimedes. Produziu bustos, assim como temas religiosos e mitológicos. Sua comissão oficial mais importante e ambiciosa foi o monumento para o Delfim na Catedral de Sens. Entre seus alunos, Claude Dejoux, Pierre Julien e Johannes Widewelt.